# Élection présidentielle de 1833 en Nouvelle-Grenade
L'élection présidentielle colombienne de 1833 fut la première élection présidentielle par suffrage indirect qui s'est tenue en République de Nouvelle-Grenade le 1er avril 1833, après la dissolution de la Grande Colombie.

## Modalités
Le 20 octobre 1831, la Convention grenadine fait du pays une république centralisée avec des tendances fédérales appelée République de Nouvelle-Grenade (espagnol : República de la Nueva Granada). Un régime présidentiel est établi et Francisco de Paula Santander est nommé président à titre provisoire. La nouvelle constitution est adoptée le 29 février 1832. Le Congrès de la République doit désormais élire, au suffrage indirect, le président de la République pour les quatre prochaines années.  

## Résultats

### Président de la République
| Candidats                    | Votes | %    |
| ---------------------------- | ----- | ---- |
| Francisco de Paula Santander | 1,012 | 80,1 |
| Joaquín Mosquera             | 121   | 9,6  |
| José Ignacio de Márquez      | 35    | 2,8  |
| Domingo Caycedo              | 30    | 2,4  |
| José María Obando            | 14    | 1,1  |
| Total                        | 1,263 | 100  |

### Élection du Vice-président
| Candidats                      | Premier tour | Premier tour | Second tour | Second tour | Troisième tour | Troisième tour |
| Candidats                      | Votes        | %            | Votes       | %           | Votes          | %              |
| ------------------------------ | ------------ | ------------ | ----------- | ----------- | -------------- | -------------- |
| José Ignacio de Márquez        | 217          | 17,7         | 25          | 43,9        | 35             | 61,4           |
| Joaquín Mosquera               | 422          | 34,4         | 22          | 38,6        | 22             | 38,6           |
| Domingo Caycedo                | 148          | 12,1         | 10          | 17,5        |                |                |
| Domingo Caycedo                | 148          | 12,1         |             |             |                |                |
| José María del Castillo y Rada | 122          | 10,0         |             |             |                |                |
| José María Obando              | 52           | 4,2          |             |             |                |                |
| Total                          | 1,225        | 100          | 57          | 100         | 57             | 100            |